# Mitreola minima
Mitreola minima är en tvåhjärtbladig växtart som beskrevs av B.J. Conn. Mitreola minima ingår i släktet Mitreola och familjen Loganiaceae. Inga underarter finns listade i Catalogue of Life.